# Quadrante de Davis

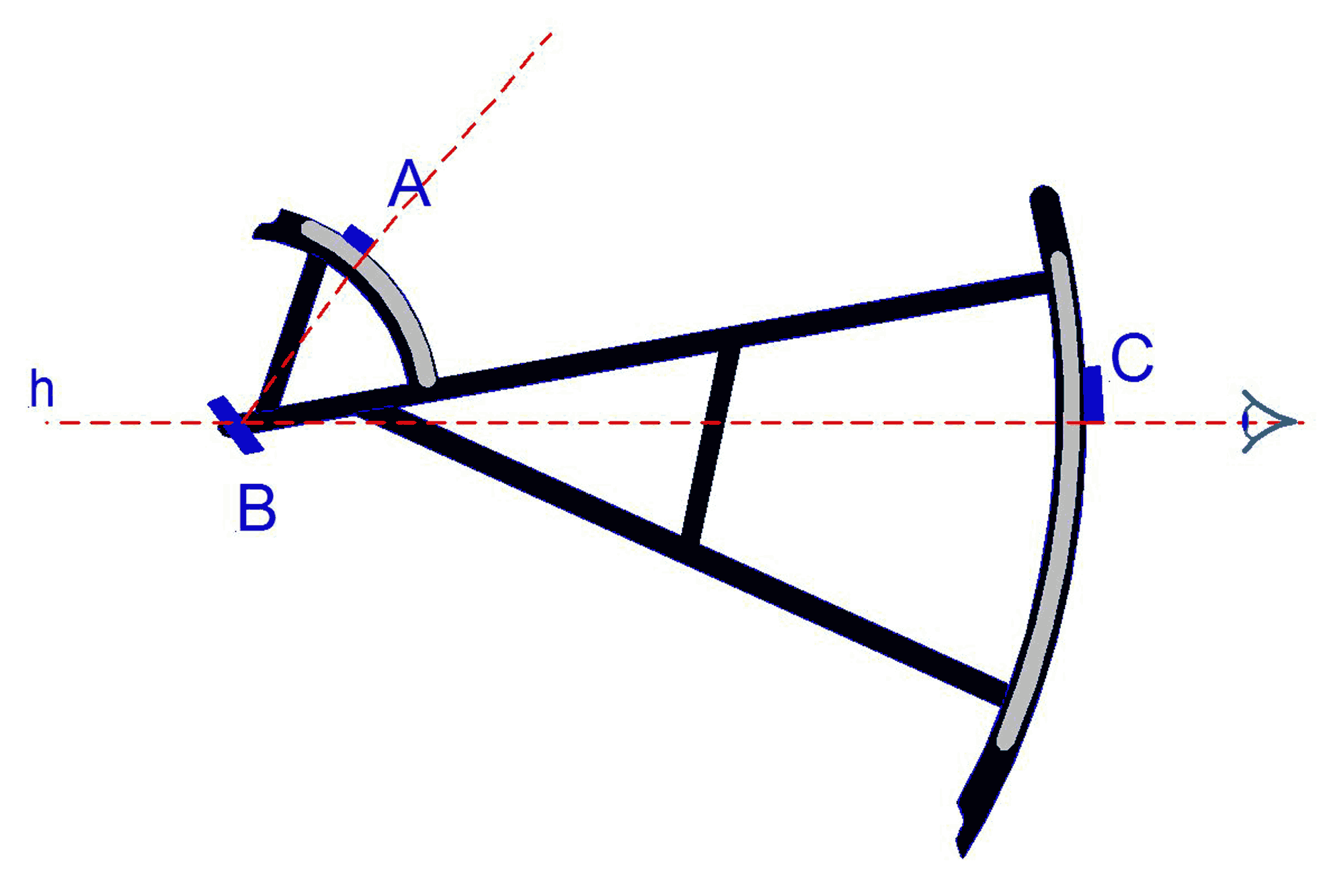
Quadrante da Davis

O quadrante da Davis é um instrumento adaptação da balestilha utilizado para medir a altura em graus que une o horizonte ao astro e dessa forma determinar a latitude.
Foi inventado por John Davis, navegador inglês que ele descreveu em seu livro Seaman's Secrets, em 1594.
Terá sido o primeiro instrumento prático para trazer o astro ao horizonte do mar, mesmo tendo aparecido depois do astrolábio, do quadrante e da balestilha. Existem documentos que comprovam que este instrumento terá sido fabricado até ao início do século XIX. Assim, pode-se intuir que este tenha sido dos instrumentos mais utilizados durante os descobrimentos

## Construção
É constituído por uma régua de madeira com dois arcos de tamanhos diferentes, colocados "em um ângulo" no mesmo plano, o menor acima e o outro abaixo da régua de madeira. A forma do arco não é crítica, mas a forma curva foi escolhida. Há dois peças ("segmento móvel"), que poden deslizar ao longo dos arcos.

## Utilização
Para encontrar a altura do sol, não orientada em direção ao sol na frente, mas sim de costas para este, para que a vista não fosse danificada pela intensidade da luz do sol o que limitou o uso de a balestilha ou quando o sol encontrava-se perto do horizonte.
Deslizando o segmento de arco "A" para que sua sombra projetada sobre a aba "B", localizado na extremidade anterior do bar, no "slot" para o qual observamos o horizonte, em linha com o olho e o segmento de arco "C".